# Tawar
Tawar is een bestuurslaag in het regentschap Mojokerto van de provincie Oost-Java, Indonesië. Tawar telt 3232 inwoners (volkstelling 2010).